# Ригер, Юрген
Юрген Ри́гер (нем. Jürgen Rieger; 11 мая 1946, Норденхам — 29 октября 2009, Берлин) — гамбургский адвокат, заместитель председателя Национал-демократической партии Германии (на октябрь 2009), отрицатель Холокоста.
Ригер был судим за нанесение побоев, подстрекательства людей (Volksverhetzung) и использование запрещенных символов.
Ригер присоединился к НДПГ в 2006 году, и стал гамбургским председателем в 2007 году. На протяжении многих лет работал в Artgemeinschaft Germanische Glaubens-Gemeinschaft.
Он был важной фигурой для НДПГ, из-за его крупных партийных пожертвований, общая сумма которых составляла 500 000€. Ригер был одним из лидеров немецких ультраправых, он был организатором ряда крупных акций, в частности регулярных мемориальных шествий в память Рудольфа Гесса.
С 1970-х годов Ригер представлял интересы многочисленных правых экстремистов и отрицателей Холокоста в суде и в административных разбирательствах, в том числе Михаэля Кюнена, Кристиана Ворха, Хорста Малера, Тиса Кристоферсена, Эрнста Цюнделя, Юргена Мослера, Бертольда Динтера и членов музыкальной группы Kraftschlag.
Прокуратура Мангейма обвинила его самого в отрицании Холокоста после того как он заявил, что Варшавское гетто было «противоэпидемической мерой».
29 октября 2009 года Ригер умер в Берлине от инсульта.